# 四平市第一高级中学
四平市第一高级中学，简称四平一中，是一所位於中國吉林省四平市的中學。现任党委书记苏亚利，党委副书记、校长韩健民，党委委员、教学副校长纪晓明。

## 沿革
- 1948年4月，合并当时的四平中学、四平女子中学、四平晓东中学和四平师范学校，校名定为辽北省立第十中学，校址在四平中学。当时有初中10个班，高中 5个班，学生1100餘人，教职工36人，是当时辽北省唯一的一所规模最大的完全中学。
- 1949年3月，学校改称辽北省立四平中学。
- 1949年9月，师范部迁出成立四平师范专科学校（吉林师范大学的前身）。同时，辽北省建制撤销，四平隶属辽西省，辽北省立四平中学更名为辽西省立四平中学。
- 1954年9月，四平市隶属吉林省。辽西省立四平中学分为高级中学和初级中学两校，归四平市教育行政部门管理。初中部在原校址，校名为四平师范学校附属学校；高中部15个班，迁入新校址，改名四平市高级中学校。
- 1963年4月，四平市高级中学校更名为四平市第一中学。
- 2003年8月，四平市第一中学更名为四平市第一高级中学。
- 2009年5月，原改名为四平市田家炳高级中学，但不久后又改回四平市第一高级中学，原因不明。

## 外部連結
- 四平市第一高级中学